# تاون‌شیپ یونیتی، پنسیلوانیا
تاون‌شیپ یونیتی، پنسیلوانیا (انگلیسی: Unity Township, Pennsylvania) یک شهرک در شهرستان وستمورلند در پنسیلوانیا است و در سرشماری ۲۰۲۰ ایالات متحده آمریکا، ۲۱٬۷۲۴ نفر جمعیت داشت که در مقایسه با سرشماری سال ۲۰۱۰ حدود ۴ درصد کاهش داشت.